# Carl Peter Thunberg
Carl Peter Thunberg, cũng gọi là Karl Peter von Thunberg, Carl Pehr Thunberg, hoặc Carl Per Thunberg (11 tháng 11 năm 1743 - 8 tháng 8 năm 1828), là một nhà tự nhiên học Thụy Điển và là một học trò của Carl Linnaeus. Ông được gọi là "cha đẻ của thực vật học Nam Phi", "người tiên phong của Y học tình cờ ở Nhật Bản" và "Linnaeus Nhật Bản".

## Tiểu sử
Thunberg sinh ra và lớn lên ở Jönköping, Thụy Điển. Năm 18 tuổi, ông vào Đại học Uppsala của Thụy Điển, nơi ông được dạy bởi nhà thực vật học nổi tiếng người Thụy Điển Carl Linnaeus, người chủ yếu được biết đến với công việc Philosophia Botanica (1751). Thunberg tốt nghiệp năm 1767 chỉ sau 6 năm học tập. Để đào sâu kiến thức về thực vật học, y học và lịch sử tự nhiên, ông được Linnaeus khuyến khích vào năm 1770 để đi du lịch đến Paris và Amsterdam. Tại Amsterdam và Leiden, nơi ông ở lại để nghiên cứu bộ sưu tập thực vật và cây xạ hương của thành phố, Thunberg đã gặp nhà thực vật học và bác sĩ người Hà Lan, ông Julian Burman và con trai ông Nicolaas Burman, người từng là đệ tử của Linnaeus.